# Pseudopanthera macularia

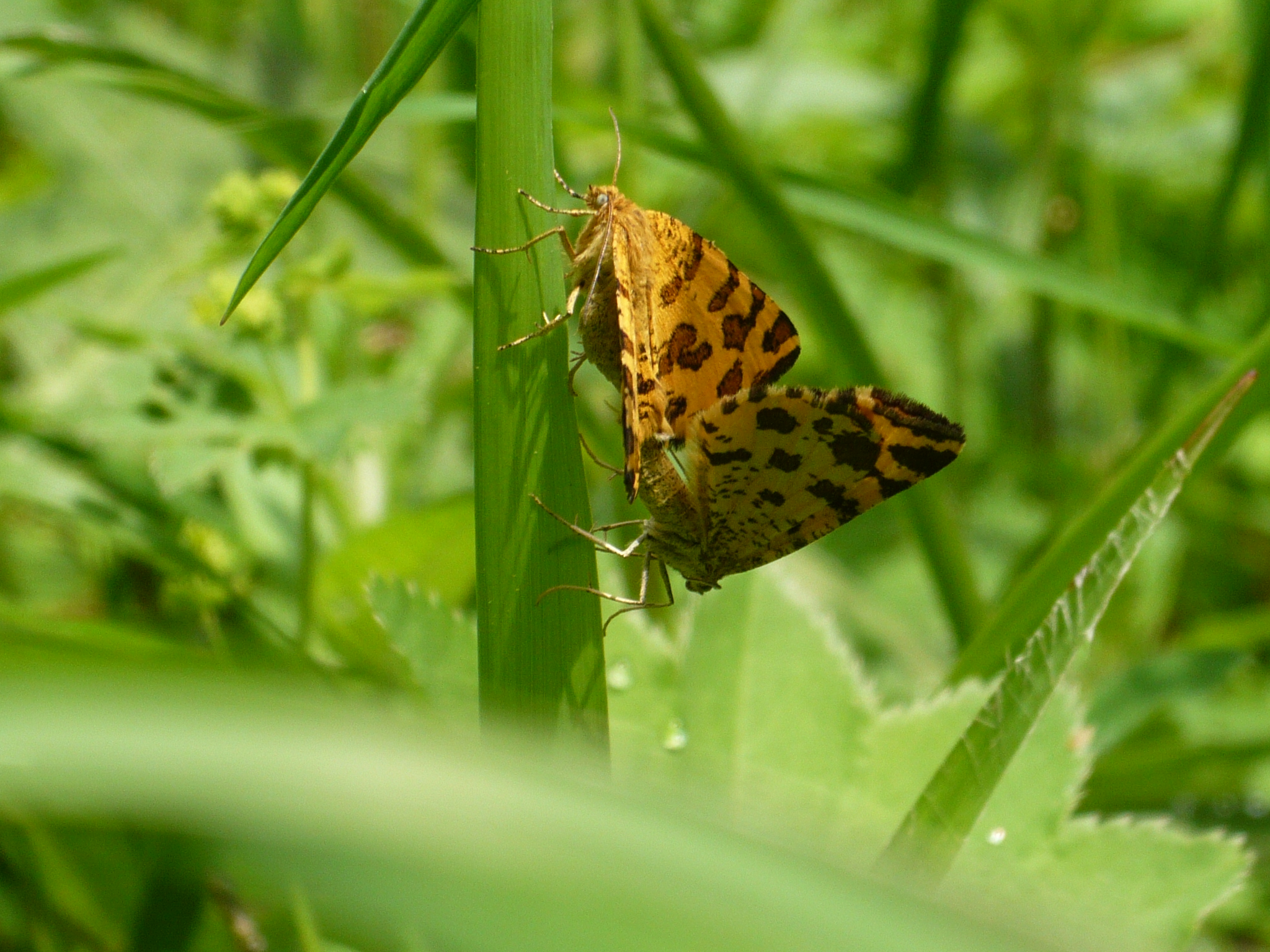
Giao phối

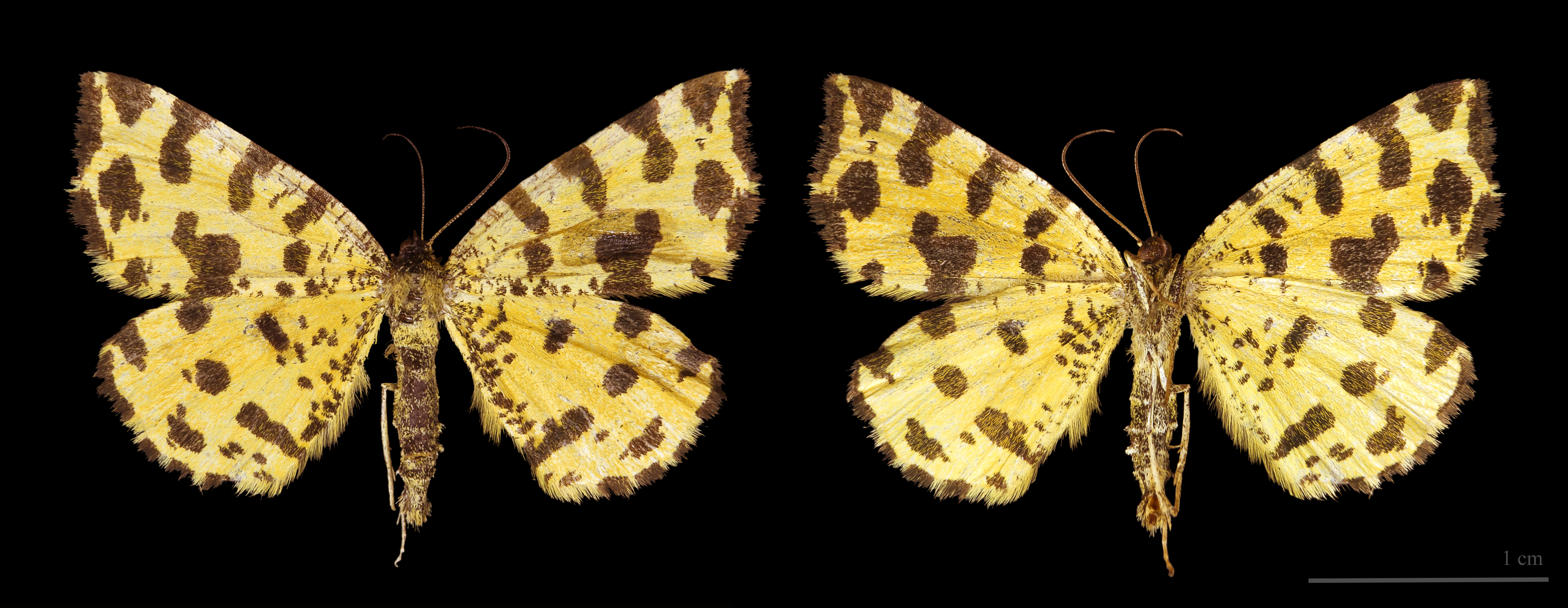
Pseudopanthera macularia

Pseudopanthera macularia là một loài bướm đêm trong họ Geometridae. Nó được tìm thấy khắp châu Âu.
Sải cánh con bướm từ 23–28 mm. Con bướm bay từ giữa tháng 7 đến cuối tháng 9.
Ấu trùng chủ yếu ăn loài Teucrium scorodonia.

## Hình ảnh

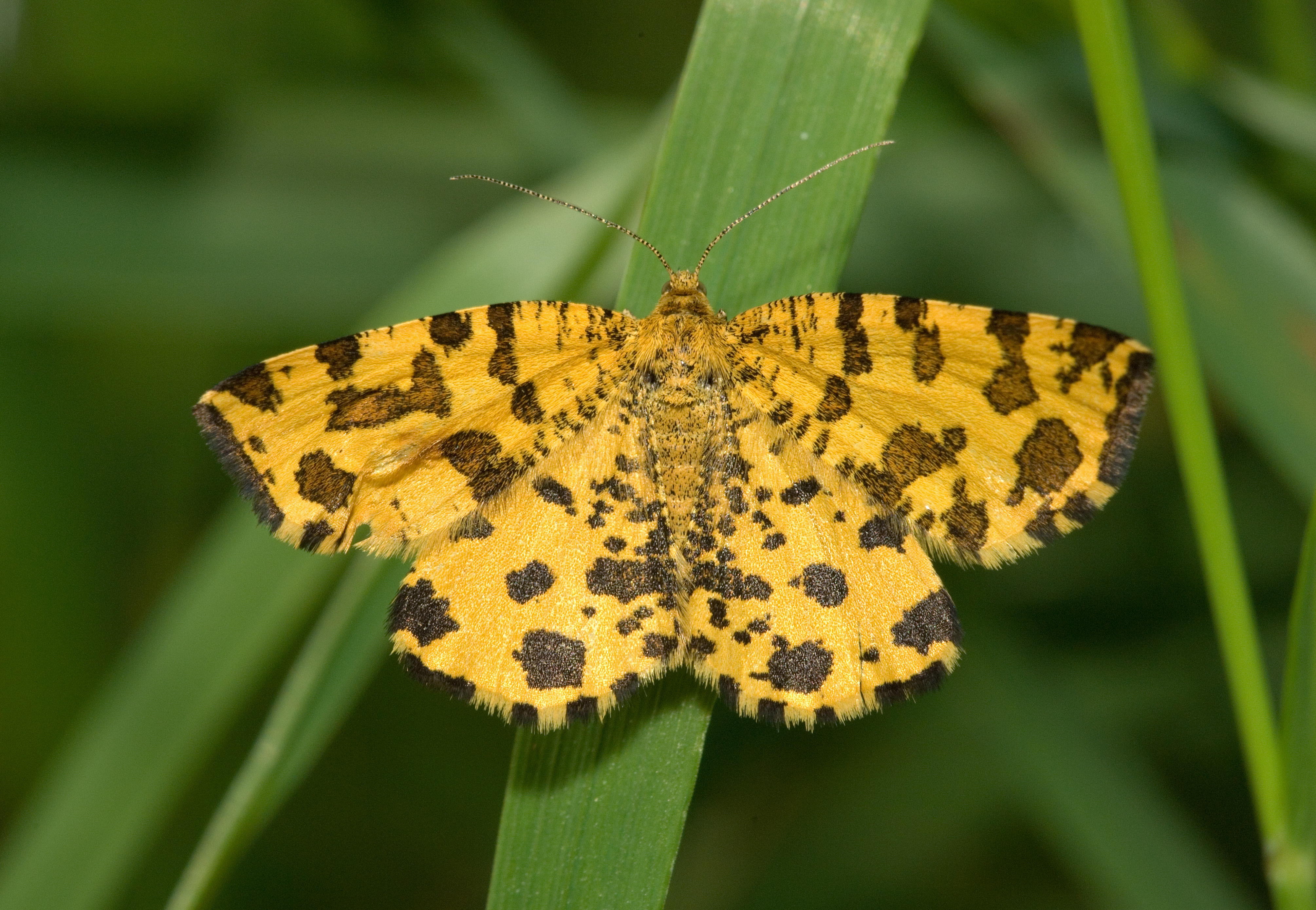
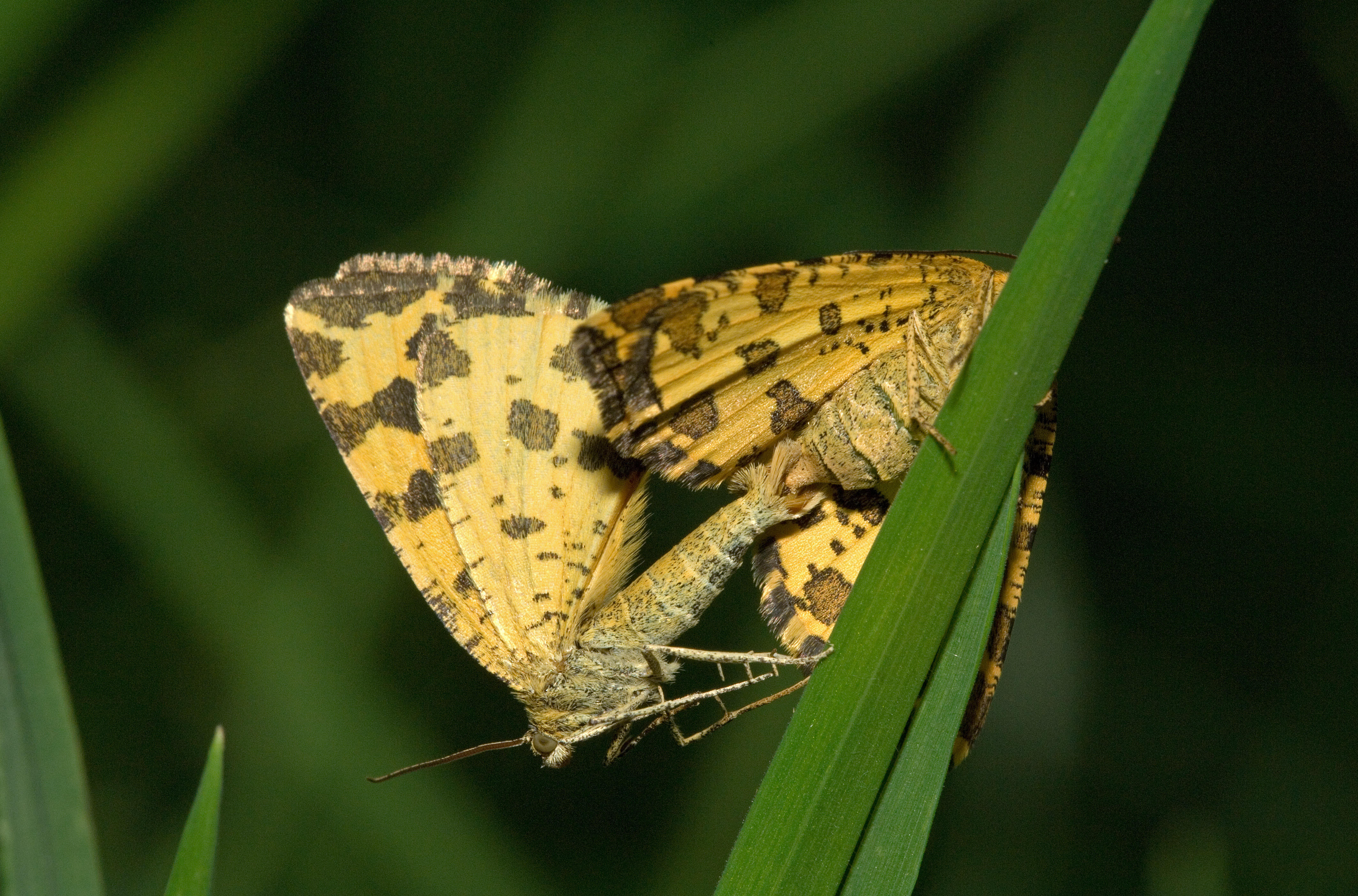
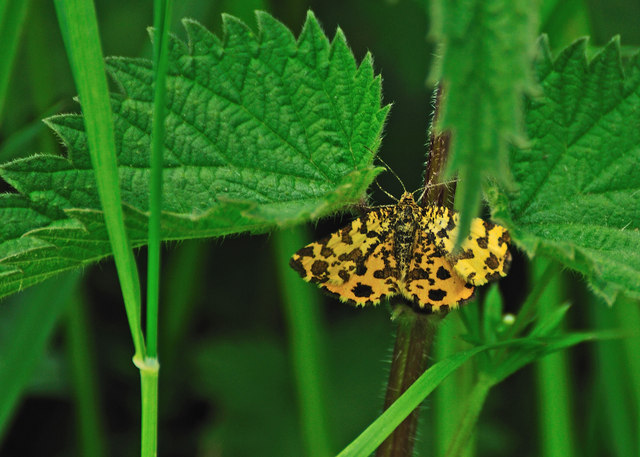
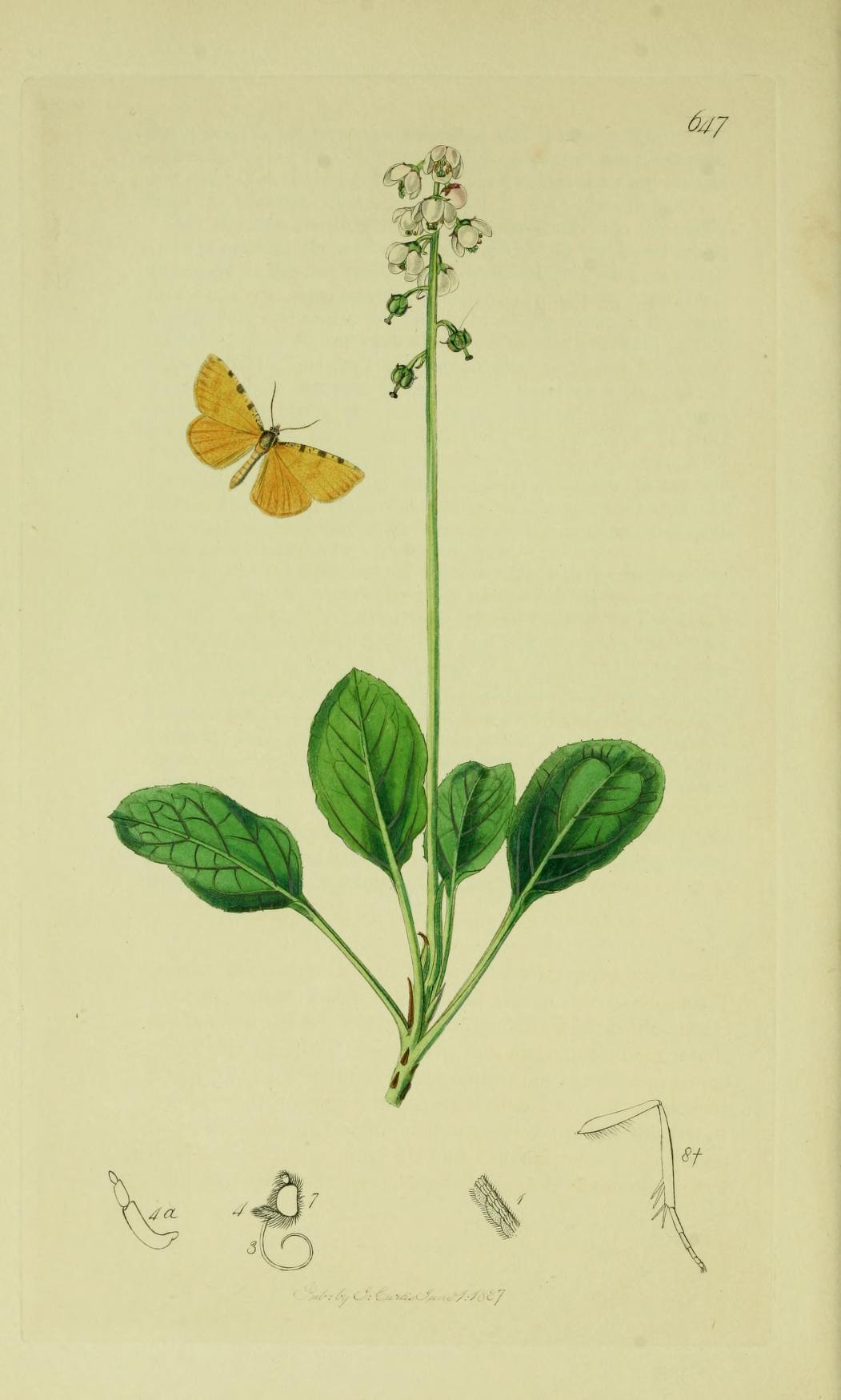

## Phân loài
- Pseudopanthera macularia macularia (Linnaeus, 1758)

- Pseudopanthera macularia meridionalis (Galvagni, 1908)